# Рішення Конституційного Суду України
Рішення Конституційного Суду України — загальна назва актів Конституційного Суду України — органу конституційної юрисдикції України.

## Загальна характеристика актів Конституційного Суду України
Правова природа актів Конституційного Суду України є однією з проблем конституційного права сучасності. Існують різні припущення про те, чим насправді є рішення конституційного суду: судовими прецедентами, конституційною доктриною, правовими преюдиціями, нормативними актами, судовою практикою чи особливими джерелами конституційного права.
Акти Конституційного Суду України мають досить складну правову природу. Вони є правовими актами, в певних передбачених законодавством випадках мають нормативний зміст, але не є нормативно-правовими актами в повному їх розумінні. Також акти Конституційного Суду України часто називають прикладом юридичного прецеденту. Їх можна вважати особливим, нетрадиційним, специфічним правовим актом, прийнятим органом конституційної юрисдикції в межах його компетенції та в порядку, встановленому законом.
В залежності від виду конституційного контролю існують різні форми їх викладення. Що стосується конституційного провадження, то він має форму рішення, а превентивного контролю — висновку. Незважаючи на різну форму, вони є обов'язковими до виконання.

## Нормативність рішень Конституційного Суду України
Акти Конституційного Суду України є правовими актами, приймаються спеціально уповноваженим органом, з дотриманням встановлених форми і процедури, і є обов'язковими до виконання на території України.
Вони не мають схильності активно регулювати суспільні відносини, бо до повноважень Конституційного Суду України не входить нормотворчість, крім організації внутрішньої роботи. Акти Конституційного суду України конкретизують чинне законодавство, але самостійно не регулюють суспільні відносини.
Безумовно вони задіяні в цьому процесі, адже здійснюють тлумачення законів України та положень Конституції. Однак ці акти тлумачення не можуть розглядатися як самостійні джерела права і мають допоміжний характер. Отже вони можуть бути застосовані лише у випадку застосування відповідної норми.
Крім цього, Конституційний Суд України може визнавати закони та інші правові акти повністю або частково неконституційними, внаслідок чого вони втрачають чинність з дня ухвалення рішення про їх неконституційність (ч. 2 ст. 152 Конституції України). Згідно з ч. 3 ст. 150 Конституції України, такі рішення є обов'язковими до виконання на території України, остаточними і не можуть бути оскаржені. Таке рішення тягне втрату чинності відповідного закону чи правового акту. Саме це є ознаками так званого «негативного законодавця» з яким часто ототожнюють Конституційний Суд України. Що в свою чергу зближує акти Конституційного Суду України з нормативно-правовими актами. Але Конституційний Суд України уповноважений лише визнавати неконституційними деякі акти, а не створювати нові.

## Правові позиції Конституційного Суду України
Термін «правові позиції» законодавством не передбачений, але він використовується у доктрині, у рішеннях та висновках Конституційного суду України у випадку посилання на аргументи, які були використані у прийнятих актах. Згідно зі статтями 65 та 66 Закону України «Про Конституційний Суду України» рішення й висновки складаються зі вступної, описової, мотивувальної та резолютивної частин. Основу правової позиції Суду становлять: конституційні принципи, наукові знання, правові доктрини, праворозуміння, наукова та професійна правосвідомість суддів.
Зокрема в юридичній літературі існують різні підходи до визначення поняття «правова позиція». Наприклад: М. В. Мазур визначає під правовою позицією «прецедентну норму права, яка містить правові приписи, сформовані на підставі тлумачення Конституції та законів України».
Т. О. Цимбалістий вважає, що «правова позиція це не лише остаточне рішення, а й система правових аргументів, наведених Конституційним Судом при його обґрунтуванні».
В. М. Кампо вважає, що "не існує єдиного розуміння правових позицій Конституційного Суду України, адже одні й ті самі позиції з різних доктринальних поглядів можуть розглядатись як відмінні. Стосовно доктрини правової держави правові позиції визначаються, як положення нормативного тлумачення Конституції та законів України, а також казуального застосування конституційних норм стосовно оспорюваних законодавчих приписів, які містяться в актах Конституційного суду України і є обов'язковими та не підлягають оскарженню. З точки зору верховенства права — правові позиції це будь-які положення рішень, висновків та ухвал Конституційного Суду України, які повинні виконуватись та використовуватись суб'єктами права.
Існують різні позиції стосовно розміщення правової позиції в рішеннях та висновках Конституційного суду України. С. В. Шевчук вважає, що «правові позиції містяться мотивувальній частині, оскільки ці позиції можна вважати самостійною частиною, яка вміщує мотиви прийняття того чи іншого рішення». На думку М. В. Тесленко, «правові позиції містяться не лише у рішеннях та висновках, а також в ухвалах про відмову у відкритті конституційного провадження. Науковець розмежовує їх на „негативні“ (коли йдеться про відмову) та „позитивні“ (коли надається висновок) ухвали».
Правові позиції КСУ можуть бути викладені як в резолютивній, так і в мотивувальній частині рішення. Якщо в мотивувальній частині містяться аргументи, на яких ґрунтується підсумкове рішення, то: в резолютивній — саме остаточне рішення стосовно справи. Щодо рішень про тлумачення Конституції та законів України, то правові позиції містяться як в мотивувальній, так і в резолютивній частинах. Якщо йдеться про визначення конституційності того чи іншого нормативно-правового акта, то правові позиції містяться в мотивувальній частині. Проте, незважаючи на їхнє розміщення, вони мають однакову юридичну силу: є загальнообов'язковими, остаточними, не потребують підтвердження іншими правовими актами та можуть бути скасовані лише прийняттям аналогічного правового акта.

## Обов'язковість рішень Конституційного Суду України
Згідно з ст. 151-2 Конституції України, рішення Конституційного Суду України є обов'язковими до виконання на території України, остаточними і не можуть бути оскаржені.
Питання про те, яка саме частина рішення є обов'язковою для всіх суб'єктів права, лишається до кінця не вирішеним у доктрині. Безперечною обов'язковістю володіють приписи резолютивних частин рішень про тлумачення та конституційність актів. Але з огляду на сказане вище про правові позиції суду — як щодо рішень, які стосуються тлумачення Конституції та законів України, так і щодо рішень про вирішення питання конституційності акта — обов'язковою часто розглядають і положення мотивувальної частини. Наприклад, рішення Конституційного Суду України у справі за конституційним поданням Служби Безпеки України щодо офіційного тлумачення положення частини третьої статті 62 Конституції України № 12-рп/2011, в якому він посилається на пункт 1 резолютивної частини рішення № 5-зп (справа К. Г. Устименка), а також на пункт 4 мотивувальної частини рішення № 21-рп/2010.

## Квазіпрецедентність рішень Конституційного Суду України
У зв'язку з наведеним вище, у доктрині трапляються характеристики правових позицій КСУ як судових прецедентів, утім квазіпрецедентність — це точніша і зваженіша характеристика, зважаючи на традиції континентальної системи, відсутність визнання за судом нормотворчих повноважень. Інший термін, що пропонується — прецедент тлумачення і застосування права (що підкреслює відмінність від класичного англійського судового прецеденту як результату нормотворчості).
Квазіпрецедент являє собою акт своєрідної правотворчості у вигляді судового рішення, метою якого є скасування нормативно-правового акту, який не відповідає основному закону або надання офіційного тлумачення певної норми права.
Б. Малишев вважає, що «квазіпрецедентна норма — це загальнообов'язкове правило поведінки, встановлене в судовому рішенні, а саме в його резолютивній частині у справах про конституційність певного нормативно-правового акта або про надання офіційного тлумачення»

## Преюдиціальність актів Конституційного Суду України
Ще однією властивістю певної частини актів Конституційного Суду є їх преюдиціальність. Про це свідчить положення ст. 74 Закону «Про Конституційний Суд України», за якою, Конституційний Суд України може вказати на преюдиціальність свого рішення при розгляді судами загальної юрисдикції позовів, які пов'язані з дією неконституційного акта. Дана властивість розуміється, як фактичне анулювання нормативних приписів, які були визнані неконституційними. В зв'язку з цим всі правовідносини, які виникли внаслідок дії неконституційного акту, втрачають правове підґрунтя.
Це право Конституційний Суд України використовував лічені рази (див. напр. Рішення у справі щодо призначення заступників голів місцевих державних адміністрацій від 24 грудня 1997 р. № 8-зп, в якому Суд посилався при винесенні Рішення на ст. 74 Закону). Але і при цьому існує проблема в аргументації щодо запровадження преюдиціальності в деяких рішеннях.
У доктрині відзначають складність сформування певної цілісної схеми щодо використання ст. 74 Закону в рішеннях Конституційного Суду України.
Окрім того, питання преюдиціальності у доктрині розглядається як спосіб коригування характеристик дії в часі рішень Конституційного Суду та відповідних положень нормативно-правових актів, що втрачають чинність на їх підставі (йдеться про надання зворотної дії рішенню та про дострокове припинення чи, іноді, ультраактивну дію неконституційних законодавчих приписів),
Принаймні в одному випадку Конституційний Суд встановив подібні до преюдиціального рішення наслідки для свого рішення про тлумачення: Рішення у справі щодо несумісності депутатського мандата від 13 травня 1997 р. № 1-зп. У пункті 6 резолютивної частини Рішення вказано, що «рішення судів загальної юрисдикції про дострокове припинення повноважень народних депутатів України на підставі ст. 78 Конституції України у зв'язку з рішенням КСУ підлягають перегляду».